# Преображај
Преображај, такође преведена као Метаморфоза, је новела Франца Кафке објављена 1915. Једно од најпознатијих Кафкиних дела, Метаморфоза је прича о трговцу Грегору Самси, који се једног јутра буди и открива да је трансформисан у огромног инсекта (монструозна штеточина). Он потом покушава да се прилагоди овом свом новом стању, као и његова породица. О новели се навелико расправљало међу књижевним критичарима, који су нудили различита тумачења. У популарној култури и адаптацијама новеле, инсект се обично приказује као бубашваба. 
Са дужином од око 70 штампаних страница у три поглавља, то је најдужа прича коју је Кафка сматрао завршеном и објављеном током свог живота. Текст је први пут објављен 1915. године у октобарском броју часописа Die weißen Blätter под уредништвом Ренеа Шикелеа. Прво издање у облику књиге појавило се у децембру 1915. у серији Der jüngste Tag, коју је уредио Курт Волф.

## Фабула
Грегор Самса, вредни трговачки путник, пробудио се једног јутра и приметио је да се претворио у големог инсекта. У почетку је помислио да је овај преображај само привремен и решио је да се позабави тренутним проблемима које је он узроковао. Био је заглављен на својим леђима и није успевао да устане и напусти свој кревет. Не могавши да се уздигне, почео је да размишља о томе колико је напорно занимање изабрао — морао је стално да буде на разним путовањима ван куће и често се узрујавао због посла. Морао је да устаје рано и његов посао је био тежи у односу на друге трговачке путнике. Потом је помислио како би најрадије дао отказ. Међутим, на крају одустаје од те идеје, јер зна да на неки начин мора да одржава своју породицу коју чине његов отац, његова мајка и сестра. Такође је неопходно отплатити дуг фирме његовог оца, која је отишла под стечај. Погледао је на будилник и приметио је да је већ 6.30 сати — већ је одавно прошао воз на који је требало да стигне како би отишао на посао. Будући да је дебело каснио, решио је да се што пре спреми и ухвати следећи воз. Међутим, новонастало стање је то онемогућавало — Грегор је врло тешко координисао своје покрете и била му је потребна вечност да устане из кревета. Већ је прошло 7.00 сати када је у кућу дошао прокуриста из предузећа у коме је радио како би проверио зашто се Грегор није појавио на послу. Пре тога су се и његови чланови породице питали зашто није отишао и шта толико времена ради у својој соби. Грегор је покушао да им одговори, али га ништа нису разумели. Најзад, некако је успео да се довуче до врата своје собе и отвори их. Прокуриста није могао да верује својим очима и одмах је похитао ка излазу, а породица се такође запрепастила. Желећи да му објасни шта се десило, Грегор је пошао за прокуристом, али га је у томе спречио отац који га је штапом и новинама терао назад у собу. Док се враћао, Грегор се запео на вратима након чега га је отац снажно ударио. Од последица ударца, Грегор се повредио.
Након Грегоровог преображаја, остали чланови породице били су забринути како ће финансијски поднети његов губитак. Одлучили су да Грегора држе затвореног у соби, а он је то прихватио и почињао је да се полако навикава на своје ново тело. Његова сестра, Грета, једина је која му доноси храну. Почела је да му прија само она храна која је била захваћена труљењем. Већину времена, Грегор је проводио тако што би корачао по поду или би се пењао по зидовима и плафону. Грета је то приметила па је одлучила да склони намештај из собе како би Грегор имао више места. Она и њихова мајка почеле су да празне собу. Изнеле су сав намештај, осим софе, коју Грегор користи како би се испод ње сакрио кад год би неко ушао у собу. Грегора је пражњење његове собе почело да узнемирава. Очајнички жели да барем спасе један портрет на зиду. Када је видела како Грегор покушава да, пењући се по зиду, сакрије ту слику, његова мајка пала је у несвест. Увидевши то, Грета је брзо потрчала да узме неке лекове, а Грегор ју је пратио. Испустила је једну боцу која се поломила и мало га је ранила. Убрзо је срео оца који се вратио кући. Отац, бесан јер је мислио да је Грегор нашкодио својој сестри и мајци, почео је да га гађа јабукама при чему се једна зарила у Грегорова леђа што ће оставити озбиљну повреду.
Нико се није усудио да склони јабуку с Грегорових леђа. Недељама је патио од повреда које је задобио и врло је мало јео. Отац, мајка и сестра ускоро су се запослили и све више почели да га занемарују, а његова соба почиње да се користи као складиште, а касније и као сметлиште. Породица је ускоро почела да оставља врата од Грегорове собе отворена увече како би могао боље да слуша њихове разговоре који више нису били живахни као пре. Ускоро у кућу долазе тројица кирајџија, који не знају ништа о Грегору. Једног дана, бединерка, коју су запослили укућани, сасвим је случајно видела Грегора у његовој соби и од тада је с времена на време намерно одшкринала врата и вирила у његову собу, што га је веома нервирало. Задивљен сестрином нумером коју је изводила на виолини у дневном боравку, Грегор је одлучио да изађе из своје собе и да се приближи како би боље чуо музику. Убрзо су га увиделе кирајџије које су потом изјавиле да не желе више да остану због нехигијенских услова који владају домом и да ништа неће платити. Грета потом говори родитељима да овако више не може и да се морају решити Грегора. Такође је споменула да „то” уопште ни не може бити Грегор, зато што, да јесте, наставила је Грета, он би већ давно схватио и сам да није добро да остане да живи с њима и отишао би својом вољом. Грегор је схватио да више није пожељан и једва се довлачи до своје собе и коначно умире од глади и повреда. Рано ујутро, његово беживотно тело открила је бединерка која обавештава остале чланове породице. Породици као да је лакнуло након Грегорове смрти. Растерећени и оптимистични господин и госпођа Самса и Грета узели су слободан дан. Отпутовали су трамвајем на село и почели су да планирају своју селидбу у мањи стан како би уштедели новац. Господин и госпођа Самса закључили су како све њих чека боља будућност, поготово због тога што имају лепу и младу ћерку која би се могла добро удати. Ниједну реч нису изустили о Грегору.

## Ликови
- Грегор Самса — Грегор је главни јунак приче. Ради као трговачки путник у циљу да финансира своје родитеље и сестру. Иако не воли свој посао и иако су му примања изразито скромна, труди се помогне својој породици најбоље што може како би успео да отплати дугове. При томе, ништа не тражи заузврат. Једног јутра се пробудио и увидео да се претворио у инсекта. Након преображаја, Грегор више није био у могућности да ради и углавном остаје затворен у својој соби. Ово подстиче његову породицу да и они почну да раде. Иако је био запостављан, њему породица и даље остаје на првом месту. Не мисли на себе, већ искључиво на своје чланове породице — брине се какве ће све нелагодности и невоље да им створи сад кад је постао велика буба. Сматрао је да ће му породица, након почетног запрепашћења, свакако пружити утеху, подржати га и бринути о њему, чак иако је у оваквом стању. Међутим, Грегор је насилно одбачен од сопствене породице и на крају умире сам самцит, у тузи и болу.
- Грета Самса — Грета је Грегорова млађа сестра. У почетку се бринула о Грегору након његове метаморфозе. Били су врло блиски, али то није дуго потрајало. Најпре се добровољно јавила да га храни и да му чисти собу, али убрзо потом губи стрпљење и престаје да му сређује собу и да брине о томе колико и шта једе. Њена почетна одлука да се брине о Грегору можда је произашла из жеље да се покаже родитељима будући да се одједном наљутила и узнемирила када је мајка по први пут очистила његову собу. Ускоро постаје јасно да се Грете гади свог брата — сваки пут кад би улазила у собу, почела је да отвара прозор да не би осетила мучнину и одлазила би потпуно занемарујући Грегорово присуство. Такође свира виолину и сања да иде на конзерваторијум да студира, а то је управо сан који јој је Грегор намеравао остварити. Грета је прва која је отворено предложила да се отарасе Грегора, убеђујући мајку и оца да „то” више није он.[2]
- Господин Самса — Господин Самса је Грегоров отац. Након синовљевог преображаја, приморан је да поново почне да ради како би породица почела да добија неки новац. Његов однос према сину је врло груб. Гледа на преображеног Грегора с гађењем, страхом и мржњом — напао је Грегора у неколико наврата. Сматра да му он више није син и на крају не осећа никакво сажаљење. Чак и када је Грегор био човек, господин Самса га је сматрао главним извором прихода за породицу и није хтео да ради. Био је предузетник, али му је бизнис пропао и сада породица мора да враћа његове дугове. Грегоров однос с оцем осмишљен је по узору на пишчеву везу са сопственим оцем. Тема отуђености овде постаје очигледна.[3]
- Госпођа Самса — Госпођа Самса је Грегорова мајка. Приказана је као покорна жена. Болује од астме, због чега Грегор стално брине. У почетку је била престрављена Грегоровим преображајем, али ипак касније исказује жељу да уђе у његову собу како би га видела. Била је против премештања намештаја из његове собе, јер је управо намештај представљао последњу успомену на његову људску прошлост, али је сестра мислила другачије. Када је својим очима видела како Грегогор усплахирено покушава да спаси слику са зида, било јој је превише и пала је у несвест. У њој се одвија сукоб мајчинског инстинкта и саосећања и страха и одбојности коју осећа према „новом” Грегору. На крају је и њој лакнуло након Грегорове смрти и није га уопште спомињала, попут оца и сестре.[4]

## Интерпретације
Као и већи део Кафкиних дела, „Метаморфоза“ има тенденцију да се тумачи кроз религиозне (Макс Брод) или психолошке оквире. Посебно је уобичајено да се прича чита као израз Кафкиног комплекса оца, као што је први учинио Чарлс Најдер у свом делу „Залеђено море: Студија о Францу Кафки“ (1948). Поред психолошког приступа, тумачења усмерена на социолошке аспекте, која породицу Самса виде као приказ општих друштвених околности, такође су стекла велики број следбеника.
Владимир Набоков је одбацио таква тумачења, напомињући да она не одговарају Кафкиној уметности. Уместо тога, изабрао је тумачење вођено уметничким детаљима, али је искључио сва симболичка или алегоријска значења. Аргументујући против популарне теорије комплекса оца, приметио је да би се сестра, више него отац, требало сматрати најсуровијом особом у причи, јер је она та која Грегору забада нож из леђа. По његовом мишљењу, централна наративна тема је уметникова борба за опстанак у друштву препуном ускогрудих људи који га корак по корак уништавају. Коментаришући Кафкин стил, он пише: „Транспарентност његовог стила подвлачи мрачно богатство његовог света фантазије. Контраст и једнообразност, стил и приказано, портрет и басна су беспрекорно испреплетени“.
Године 1989, Нина Пеликан Штраус је написала феминистичку интерпретацију „Метаморфозе“, напомињући да прича није само о метаморфози Грегора већ и о метаморфози његове породице и, посебно, његове млађе сестре Грете. Штраус је сугерисала да друштвене и психоаналитичке резонанције текста зависе од Гретине улоге као жене, ћерке и сестре, и да претходна тумачења нису препознала Гретину централну улогу у причи.
Године 1999, Герхард Рик је истакао да Грегор и његова сестра, Грета, чине пар, што је типично за многе Кафкине текстове: састоји се од једне пасивне, прилично строге, особе и друге активне, више либидиналне, особе. Појава фигура са таквим готово непомирљивим личностима које чине парове у Кафкиним делима била је очигледна још од када је написао своју кратку причу „Опис борбе“ (нпр. наратор/младић и његов „познаник“). Оне се такође појављују у „Судном пресуди“ (Георг и његов пријатељ у Русији), у сва три његова романа (нпр. Робинсон и Деламарш у Америци), као и у његовим кратким причама „Сеоски лекар“ (сеоски лекар и младожења) и „Уметник глади“ (уметник глади и пантер). Рик посматра ове парове као делове једне јединствене особе (отуда сличност између имена Грегор и Грета) и у коначној анализи као две одлучујуће компоненте ауторове личности. Не само у Кафкином животу већ и у његовом опусу, Рик види опис борбе између ова два дела.
Рајнер Штах је 2004. године тврдио да нису потребни никакви разјашњавајући коментари да би се илустровала прича и да је она сама по себи убедљива, самостална, чак и апсолутна. Он верује да нема сумње да би прича била примљена у канон светске књижевности чак и да нисмо знали ништа о њеном аутору.
Према Петеру-Андреу Алту (2005), лик инсекта постаје драстичан израз ускраћене егзистенције Грегора Самсе. Сведен на обављање својих професионалних обавеза, жељан да гарантује свој напредак и мучен страхом од комерцијалних грешака, он је створење функционалистичког професионалног живота.
Године 2007, Ралф Судау је заузео став да посебну пажњу треба посветити мотивима самоодрицања и непоштовања стварности. Грегорово раније понашање карактерисало је самоодрицање и понос због тога што је у стању да обезбеди сигурну и докољубиву егзистенцију својој породици. Када се нађе у ситуацији у којој му је потребна пажња и помоћ и у опасности да постане паразит, он не жели да себи призна ову нову улогу и да буде разочаран третманом који добија од своје породице, која постаје све непажљивија, па чак и непријатељски настројена према њему. Према Судауу, Грегор самоодрицајуће скрива свој мучан изглед испод софе и постепено гладује, чиме се мање-више придржава мање-више очигледне жеље своје породице. Његово постепено мршављење и „саморедукција“ показују знаке фаталног штрајка глађу (који је са Грегорове стране несвестан и неуспешан, а са стране његове породице није схваћен или игнорисан). Судау такође наводи имена одабраних тумача „Метаморфозе“ (нпр. Бајкен, Сокел, Заутермајстер и Шварц) за које је наратив метафора за патњу која је последица лепре, бекство у болест или појаву симптома, слика постојања које је унакажено каријером или откривајућа инсценација која пуца на површност и глаткоћу свакодневних околности и открива њихову сурову суштину. Судау даље напомиње да Кафкин стил представљања с једне стране карактерише идиосинкратично прожимање реализма и фантазије, светски ум, рационалност и јасноћа запажања, а с друге стране лудост, необичност и заблуда. Он такође указује на гротескне и трагикомичне, елементе сличне немом филму.
Фернандо Бермехо-Рубио (2012) је тврдио да се прича често неправедно посматра као неубедљива. Он свој интерпретативни приступ изводи из чињенице да су описи Грегора и његовог породичног окружења у „Метаморфози“ у супротности. Постоје дијаметрално супротстављене верзије Грегорових леђа, његовог гласа, о томе да ли је болестан или већ пролази кроз метаморфозу, да ли сања или не, који третман заслужује, о његовом моралном становишту (лажне оптужбе које износи Грета) и да ли је његова породица невина или не. Бермехо-Рубио наглашава да је Кафка 1915. године наредио да не сме бити илустрације Грегора. Он тврди да је управо то одсуство визуелног наратора суштинско за Кафкин пројекат, јер би онај ко приказује Грегора стилизовао себе као свезнајућег наратора. Још један разлог зашто се Кафка противио таквој илустрацији је тај што читалац не би требало да буде ни на који начин пристрасан пре читања. То што описи нису компатибилни једни са другима указује на чињеницу да се уводној изјави не може веровати. Ако читалац не буде преварен првом реченицом и и даље сматра Грегора људским бићем, он ће причу сматрати закључном и схватити да је Грегор жртва сопствене дегенерације.
Фолкер Друке (2013) сматра да је кључна метаморфоза у причи она Грете. Она је лик на који је наслов усмерен. Грегорову метаморфозу прати његово чахнуће и коначно умирање. Грета је, насупрот томе, сазрела као резултат нових породичних околности и преузела одговорност. На крају – након братовљеве смрти – родитељи такође примећују да је њихова ћерка, „која је све више била живахна... недавно процветала у лепу и обликовану девојку“, и желе да јој потраже партнера. Са ове тачке гледишта, Гретина транзиција, њена метаморфоза од девојке у жену, је подтекстуална тема приче.
Алан Бевериџ (2009) сматра да прича показује изолујуће ефекте тога ако сте другачији од других око себе. Он такође наводи да прича „показује колико је лако неговатељима и психијатријском особљу да буду ненамерно окрутни према онима који пате“. Реакција породице на Грегорову патњу може се посматрати као метафора за присуство особе са инвалидитетом у породици и изазове који се уз то јављају, не само за појединца већ и за саму породицу.
Ерин Блејк (2022) тврди да је Едипов комплекс примарни мотиватор за Кафкино укључивање Грегорове привлачности према сестри, јер се његов однос може посматрати као благо инцестуозан. Блејк тврди да Кафкин однос са његовом млађом сестром, Отлом, може бити у корелацији са односом Грегора Самсе са Гретом, јер је Отла дозволила Францу да борави у њеном дому док је био болестан. Блејк такође указује на то да сама породица пролази кроз метаморфозу, посебно Грета која се из нужности претвара у неговатељицу.